# Nello Santin
Nello Santin (* 3. Juli 1946 in Eraclea) ist ein ehemaliger italienischer Fußballspieler und ‑trainer, der als Aktiver meistens im Mittelfeld zum Einsatz kam und gelegentlich als Verteidiger fungierte.

## Laufbahn
Santin begann seine Profikarriere bei der AC Mailand, bei der er von 1963 bis 1970 unter Vertrag stand und mit der er zwischen 1967 und 1969 fünf Titel in fünf unterschiedlichen Wettbewerben gewann. Es begann 1967 mit dem Gewinn der Coppa Italia. Durch diesen Erfolg hatten sich die Milanisti für den Europapokal der Pokalsieger qualifiziert. Unter anderem durch Erfolge gegen beide Teilnehmer aus der Fußball-Bundesliga – den Titelverteidiger Bayern München (im Halbfinale) und den aktuellen DFB-Pokalsieger Hamburger SV (im Finale) – gewann die AC Mailand unter Nereo Rocco diesen Wettbewerb und holte sich in derselben Saison auch den Scudetto. Damit durfte die AC Mailand in der darauffolgenden Saison im Europapokal der Landesmeister antreten und besiegte im Finale Ajax Amsterdam, die den Titel in den drei folgenden Jahren jeweils gewannen. Nach dem Triumph im prestigeträchtigsten europäischen Wettbewerb durfte Milan in den Weltpokalfinals gegen den argentinischen Vertreter Estudiantes de La Plata antreten und sicherte sich durch einen 3:0-Erfolg im heimischen Stadio San Siro und einer 1:2-Niederlage in La Bombonera zum ersten Mal den Weltpokal.
Weil Santin seinen Stammplatz in der Mannschaft, den er in den Spielzeiten 1965/66 und 1966/67 innehatte, während der erfolgreichen Jahre der Rossoneri verloren hatte und kaum noch Einsätze erhielt, wechselte er zunächst für eine Spielzeit zu Lanerossi Vicenza und ein Jahr später zu Sampdoria Genua, bei denen er bis 1974 unter Vertrag stand.
1974 wechselte Santin zur AC Turin, mit der er in der Saison 1975/76 unter Luigi Radice noch einmal den Scudetto gewann. Nach fünf Jahren bei der AC Turin wechselte er noch einmal zu Lanerossi Vicenza, in deren Reihen er seine aktive Laufbahn in der Saison 1979/80 beendete.
Nach seiner aktiven Laufbahn trainierte Santin verschiedene Mannschaften; darunter die AC Reggiana in den Spielzeiten 1986/87 und 1987/88 sowie die US Pro Vercelli in der Saison 2003/04.

## Erfolge
AC Mailand
- Italienischer Meister: 1967/68
- Italienischer Pokalsieger: 1966/67
- Europapokal der Landesmeister: 1968/69
- Europapokal der Pokalsieger: 1967/68
- Weltpokal: 1969

AC Turin
- Italienischer Meister: 1975/76